# Nota de 200 euros
A nota de duzentos euros (€200)  tem sido usada desde a introdução do euro (em sua forma em espécie) em 2002. A nota é usada nos 22 países que têm o euro como moeda única (20 deles a adotando legalmente); com uma população de cerca de 332 milhões.
É a segunda maior nota, medindo 153x82mm, e tem um esquema de cor amarela. As notas de duzentos euros retratam pontes e arcos/portais em estilo da arquitetura em ferro e vidro (entre os séculos XIX e XX).
A nota de duzentos euros contém vários recursos de segurança complexos como marcas d'água, tinta invisível, hologramas e microimpressões que provam sua autenticidade. Em setembro de 2011, havia cerca de 178 838 200 (cento e setenta e oito milhões, oitocentas e trinta e oito mil e duzentas) notas de duzentos euros em circulação na Zona Euro.

## História

### Antes da introdução
O euro foi estabelecido em 1 de janeiro de 1999, quando veio a ser a moeda de mais de 300 milhões de pessoas na Europa. Durante os primeiros três anos de sua existência, o euro foi uma moeda invisível, usada apenas em contabilidade. O euro em espécie não foi introduzido até 1 de janeiro de 2002, quando substituiu as notas e moedas de 12 países da Zona Euro, como, por exemplo, o franco luxemburguês e o florim neerlandês.

### Depois da introdução
O período de transição durante o qual as antigas notas e moedas foram trocadas pelas do euro durou cerca de dois meses, até 28 de fevereiro de 2002. A data oficial em que as moedas nacionais deixaram de ser legais variaram de estado-membro para estado-membro. A que mais se estendeu foi na Alemanha, onde o marco deixou oficialmente de ser legal em 31 de dezembro de 2001, embora o período de troca tenha durado por mais dois meses. Mesmo depois que as antigas moedas deixaram de ter valor legal, elas continuaram a ser aceitas pelos bancos centrais nacionais por períodos que variam de dez anos até sempre.

## Design
A nota de duzentos euros mede 153mm×82mm, com um esquema de cor amarela. Todas as notas retratam pontes e arcos/portais em um estilo europeu histórico diferente; a nota de duzentos euros exibe a era da arquitetura em ferro e vidro (entre os séculos XIX e XX). Embora os projetos originais de Robert Kalina tivessem a intenção de mostrar monumentos reais, por razões políticas a ponte e a janela são exemplos meramente hipotéticos de arquitetura.
Como todas as notas de euro, ela contém a denominação, a bandeira da União Europeia, a assinatura do presidente do BCE e as iniciais do banco em diferentes idiomas da UE, uma representação dos territórios ultramarinos da UE, as estrelas da bandeira da UE e os recursos de segurança listados abaixo.

### Recursos de segurança
A nota de duzentos euros é protegida por uma faixa holográfica, a constelação EURion, marcas d'água, microimpressão, tinta ultravioleta, impressão em relevo, um filete de segurança, superfície emaranhada, perfurações, ver através do número, tinta opticamente variável, código de barras e número de série.

## Circulação

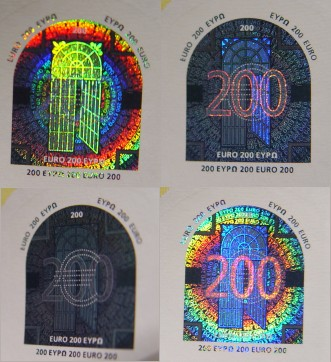
Hologramas da nota de 200 euros, cada uma em posição diferente.

A nota de €200 é a menos usada na Zona Euro. Em setembro de 2011, havia cerca de 178 838 200 notas de €200 em circulação por toda Zona Euro. O que soma aproximadamente 35 767 638 400 € em notas de €200. O Banco Central Europeu está a acompanhar atentamente a circulação e o estoque de moedas e notas de euro. É uma tarefa do Eurosistema assegurar uma oferta eficiente e harmoniosa de notas e manter sua integridade por toda a área do euro.

## Informação legal
Legalmente, tanto o Banco Central Europeu quanto os bancos centrais dos países da Zona Euro têm o direito de emitir as sete diferentes notas de euro. Na prática, apenas os bancos centrais nacionais da zona emitem e retiram, fisicamente, notas de euro. O Banco Central Europeu não tem um caixa e não está envolvido em quaisquer operações de tesouraria.

## Impacto ambiental
Como uma instituição favorável ao meio ambiente, o BCE se esforça para fazer um uso sensato dos recursos naturais, para manter a qualidade do mundo e para salvar a saúde das pessoas na produção e fornecimento de notas de euro.
As notas de euro são seguras para o uso: resultados de testes independentes confirmaram que o euro observa o cumprimento de todos os regulamentos da União Europeia, incluindo uma grande variedade de substâncias químicas em notas de euro. Todas as substâncias nas notas têm mostrado uma concentração de abaixo de qualquer limite.

## Rastreamento
Existem várias comunidades de pessoas a nível europeu que, como um hobby, mantêm o controle das notas que passam por suas mãos, e sabem por onde elas viajaram usando o EuroBillTracker. O objetivo é registrar tantas notas quanto possível, a fim de saber detalhes sobre sua propagação, como de onde e para onde viajam em geral, segui-las, como onde uma nota foi vista em particular, e gerar estatísticas e rankings, por exemplo, em quais países há mais notas. EuroBillTracker registrou mais de 96 milhões de notas em outubro de 2011, no valor de mais de 1,876 bilhões * €.